# Тус (озеро)
Тус — горько-солёное озеро на правобережье Белого Июса в Ширинском районе Хакасии. Расположено в 25 км севернее райцентра Шира и в 4,5 км восточнее села Солёноозёрное. По степени минерализации (275 г/л) занимает первое место среди озёр Хакасии, для сравнения — самое солёное в мире Мёртвое море имеет минерализацию до 350 г/л. Акватория озера с прибрежной полосой является особо охраняемой природной территорией, имея статус лечебно-оздоровительной местности и курорта регионального значения общей площадью 633 га.
По данным Государственного водного реестра площадь озера составляет 2,03 км², в других источниках — 2,6 км². Максимальная глубина — 2 м. Площадь водосборного бассейна — 219 км² (60 км²). Высота над уровнем моря — 386,2 м.
Тус располагается в северо-западной части Ширинской впадины на территории Солёноозёрного сельсовета. С западной стороны к озеру вплотную подходит горная гряда, превышающая зеркало воды на 140 метров. Озёрная котловина вытянута с юго-запада на северо-восток, форма — элипсообразная. В прошлом на озере добывалась поваренная соль, сейчас об этом напоминают сохранившиеся на восточном берегу дамбы, при помощи которых добывалась соль, а также остатки соляных складов на северном берегу. С восточной стороны в озеро впадает сильноминерализованный ручей.
Часть соли не растворяется в воде и выпадает осадком на дно, образуя корку толщиной 20—30 см. Донные отложения озера обладают целебными свойствами и относятся к типу высокоминерализованных сульфидных грязей. В озере также обитают рачки Artemia salina.
На западном берегу озера (в пределах территории туристической базы «Восход») находится вновь выявленный объект культурного наследия регионального значения «Могильник Тус (7)», относящийся к карасукской и тагарской культурам.
В 2009 году озеро посетило более 70 тысяч отдыхающих.